# Наход
Наход (чеш. Náchod) град је у Чешкој Републици, у оквиру историјске покрајине Бохемије. Наход је трећи по величини град управне јединице Краловехрадечки крај, у оквиру којег је седиште засебног округа Наход.

## Географија
Наход се налази у северном делу Чешке републике, на самој граници са Пољском (3 км удаљености). Град је удаљен од 150 км источно од главног града Прага, а од првог већег града, Храдеца Краловског, 40 км североисточно.
Наход се налази у области североисточне Бохемије. Град лежи котлини реке Метује на надморској висини од око 350 м. Изнад града стрмо издижу се планине из масива Крконоша.

## Историја
Подручје Находа било је насељено још у доба праисторије. Насеље под данашњим називом први пут се у писаним документима спомиње 1254. године као словенско насеље, У 14. веку насеље је насељено немачким досељеницима и добило је градска права.
1919. године Наход је постао део новоосноване Чехословачке. 1938. године Наход, као насеље са немачком већином, је оцепљено од Чехословачке и припојено Трећем рајху у склопу Судетских области. После Другог светског рата месни Немци су се присилно иселили из града у матицу. У време комунизма град је нагло индустријализован. После осамостаљења Чешке дошло је до опадања активности индустрије и до проблема са преструктурирањем привреде.

## Становништво
Наход данас има око 22.000 становника и последњих година број становника у граду стагнира. Поред Чеха у граду живе и Словаци и Роми.

## Партнерски градови
- Халберштат
- Ворингтон

## Галерија
- Црква св. Лаврентија
- Главни трг са замком на брду
- Градска кућа
- Стари хотел
- Поглед из ваздуха